# ルシード・エア
ルシード・エア (Lucid Air)は、ルシード・モータースが販売する高級EVである。

## 概要

### 発表から量産まで
2016年10月にコードネーム「Atvus」のティーザーイメージが公開された。同年12月、フリーモントで開催された発表会においてプロトタイプが公開された

。
量産モデルは2020年9月のウェブ発表会で初公開され、2021年9月からアリゾナ州のカサ・グランデ工場にて量産が開始された。同年10月末に北米、2022年12月に欧州で、初回限定グレードである「ドリームエディション」の第1号車が納車された

。
2022年4月に「グランドツーリング」グレード、同年11月に「ピュア」「ツーリング」グレードの追加がそれぞれ発表された

。
2023年2月、2024年モデルから後輪駆動モデルが導入されることがアナウンスされた
。

### 設計
エアは5人乗りの大型高級EVサルーンで、ルシードにとっては初の量産モデルである。
エアに採用される新開発のプラットフォーム「LEAP（Lucid Electric Advanced Platform）」では、モータを含む各コンポーネントを小型化し、プラットフォームの省スペース化を実現した。これにより、メルセデス・ベンツ・EクラスなどのEセグメントセダンと同等の全長で、フルサイズセダンと同等の室内スペースを確保した。加えて、フロントボンネット内に283.4L、リヤに627Lのラゲッジスペースがそれぞれ備わる

。
エクステリアは2ボックスのハッチバックセダンのようなデザインだが、実際には独立したトランクルームを備える3ボックスセダンである。デザインは空力的に最適化され、Cd値は0.197と、量産車の中では最高クラスの空力性能を実現した
。
ヘッドライトには自社開発の技術である「Lucid Vision」が採用される。これはハエの複眼からインスピレーションを受けた技術で、各ライトには個別に焦点を調節できる4,870個のマイクロレンズが取り付けられ、各レンズを制御することでヘッドライトの照射範囲を調整できる
。
インテリアデザインは、サンタモニカ、モハーヴェ、サンタクルーズ、タホといったカリフォルニアの景観からインスピレーションを受けた。素材にはカーボンニュートラルなナッパレザー、リサイクル繊維など、サスティナブルな原料が使われる
。
サスペンションにはビルシュタイン製の減衰力電子制御式ダンパー（ダンプトロニック）が搭載される。ブレーキキャリパーは曙ブレーキ製。また、ピレリが新開発した高荷重車両向けタイヤのP Zero HLを装着する

。

### 先進運転支援機能
エアにはADASである「ドリームドライブ（DreamDrive）」が導入される。カメラやレーダー、LIDARなど合計32個のセンサーが搭載され、将来のソフトウェアアップデートによりレベル3の自動運転機能を実現できる
。
2021年の販売時点では、サラウンドビューモニター、衝突被害軽減ブレーキ、アダプティブ・クルーズ・コントロール、車線逸脱防止支援システムなどが利用可能である
。

### サファイア
2022年8月、ハイパフォーマンスグレードである「サファイア」が発表され、2023年9月から生産が開始された。

サファイアにはフロントに1基、リヤに2基のモーターが搭載され、四輪を駆動する。システム全体の最高出力は1,234 hp（1,251 ps）、最大トルクは1,430 lb-ft（1939 Nm）に達する。0マイル～60マイル/h加速は1.89秒。トルクベクタリングシステムにより、路面状況に応じて各駆動輪へのトルクを配分する
。
エクステリアには専用のエアロホイールと、軽量なアルミルーフ、空力的に改良されたエクステリアデザイン、専用のサファイアブルーのカラーなどが適用される。足回りには専用のカーボンブレーキディスク、サファイア専用に開発されたミシュラン・パイロットスポーツ4S、サスペンションの再セッティングなどが適用される
。

## 動力
エアのドライブシステムには新開発の900ボルト+アーキテクチャーと、複数の機能をパッケージ化した車載充電ユニット「Wunderbox」が採用された。これにより充電速度が向上し、Electrify Americaの350kW急速充電器を利用した場合、最大で毎分20マイル（32.2 km）、20分の充電で300マイル（482.8 km）を走行できる電力を充電できる。このWunderboxは車両－電力網間（V2G）や車両間（V2V）などの電力供給機能も備えている

。
2022年にカー・アンド・ドライバー誌が実施したテストでは、エア・ドリームエディション・パフォーマンスが「最も充電速度の速い量産EV」と評価された
。
モーターは自社開発で、シミュレーションにより性能と効率を最適化する開発を進めてきた。モーターユニットには変速機・ディファレンシャル・SiCインバータなどが統合され、パワートレインの省スペース化を実現した。モーターユニット全体の重量は74 kgで、機内持込用のキャリーバッグに収まるほどコンパクトである。搭載されるSiCパワーデバイスはWolfspeed製

。
エアにはフロントとリヤに1基ずつの同期モーターが搭載され、サファイアにはフロントに1基、リヤに2基のモーターが搭載される。
リチウムイオンバッテリーの総容量は、グレードに応じて88～118 kWhの範囲から選択される。バッテリーはLG化学製。加えて、2022年末にはパナソニックエナジーと複数年に渡るバッテリー供給契約を締結し、2023年からエアを含む全モデルにパナソニックエナジー製のバッテリーが順次搭載される

。
EPA航続距離はエア・グランドツーリングで最大516マイル（830 km）である。複数のメディアにおいて、エアは「最も航続距離の長い量産EV」と評価された

。
| モデル                               | 駆動方式 | 最高出力                   | 最大トルク | バッテリー容量 | EPA航続距離               |
| ------------------------------------ | -------- | -------------------------- | ---------- | -------------- | ------------------------- |
| ピュア                               | 4WD      | 480 hp (487 ps/358 kW)     | 600 Nm     | 88 kWh         | 410 mi (660 km)           |
| ツーリング                           | 4WD      | 620 hp (629 ps/462 kW)     | 1,000 Nm   | 93 kWh         | 425 mi (684 km)           |
| グランドツーリング                   | 4WD      | 819 hp (830 ps/611 kW)     | 1,200 Nm   | 112 kWh        | 469～516 mi (755～830 km) |
| グランドツーリング・パフォーマンス   | 4WD      | 1,050 hp (1,065 ps/783 kW) | 1,300 Nm   | 112 kWh        | 446 mi (718 km)           |
| ドリームエディション・レンジ         | 4WD      | 932 hp (945 ps/695 kW)     | 1,390 Nm   | 118 kWh        | 520 mi (837 km)           |
| ドリームエディション・パフォーマンス | 4WD      | 1,050 hp (1,065 ps/783 kW) | 1,390 Nm   | 118 kWh        | 471 mi (458 km)           |
| サファイア                           | 4WD      | 1,234 hp (1,251 ps/920 kW) | 1,939 Nm   | 118 kWh        | 427 mi (687 km)           |

## 不祥事
- 2023年3月、駆動モーターへの電力供給用スイッチの不具合により車両が停止する恐れがあるとして、該当車両637台に対してリコールを実施した[33]。
- 2023年8月、バックカメラのソフトウェアの不具合、インバーター故障の警告システムの不具合、ワイパーアームナット固定の不具合により、該当車両6,200台に対してリコールを実施した[34]。

## 評価
発表以来、エアは各種メディアから以下の評価を受けた。
| 年                            | 団体                                                                  | 評価内容                              |
| ----------------------------- | --------------------------------------------------------------------- | ------------------------------------- |
| 2018年                        | IEEE                                                                  | 2018’s Top 10 Tech Cars               |
| 2022年                        |                                                                       |                                       |
| WARDSAUTO                     | 2022 10 Best Engines & Propulsion Systems 2022 10 Best Interiors & UX |                                       |
| ニューズウィーク              | AUTO AWARDS 2022 Best Super Luxury Car                                |                                       |
| Green Car Report              | Best Car To Buy 2022                                                  |                                       |
| Cars.com                      | 2022 Top EV Pick for Luxury                                           |                                       |
| USニューズ&ワールド・レポート | Best Luxury Electric Cars for 2022                                    |                                       |
| MOTOR TREND                   | 2022 MotorTrend Car of the Year                                       |                                       |
| MotorWeek                     | 2022 Drivers’ Choice Award, Best EV                                   |                                       |
| 2023年                        | 世界・カー・オブ・ザ・イヤー                                          | 2023 World Luxury Car                 |
| 2023年                        | USニューズ&ワールド・レポート                                         | Best Luxury Electric Cars for 2023    |
| 2023年                        | ニューズウィーク                                                      | Disruptor Powertrain of the Year 2023 |